# Rotelenberg
De Rotelenberg is een straatnaam en heuvel in de Vlaamse Ardennen gelegen in Melden. De helling loopt parallel aan de veel bekendere Koppenberg.

## Wielrennen
De helling is in 2014 opgenomen in de E3 Harelbeke. Ook wordt een deel van de Rotelenberg jaarlijks beklommen in de Koppenbergcross.

## Afbeeldingen

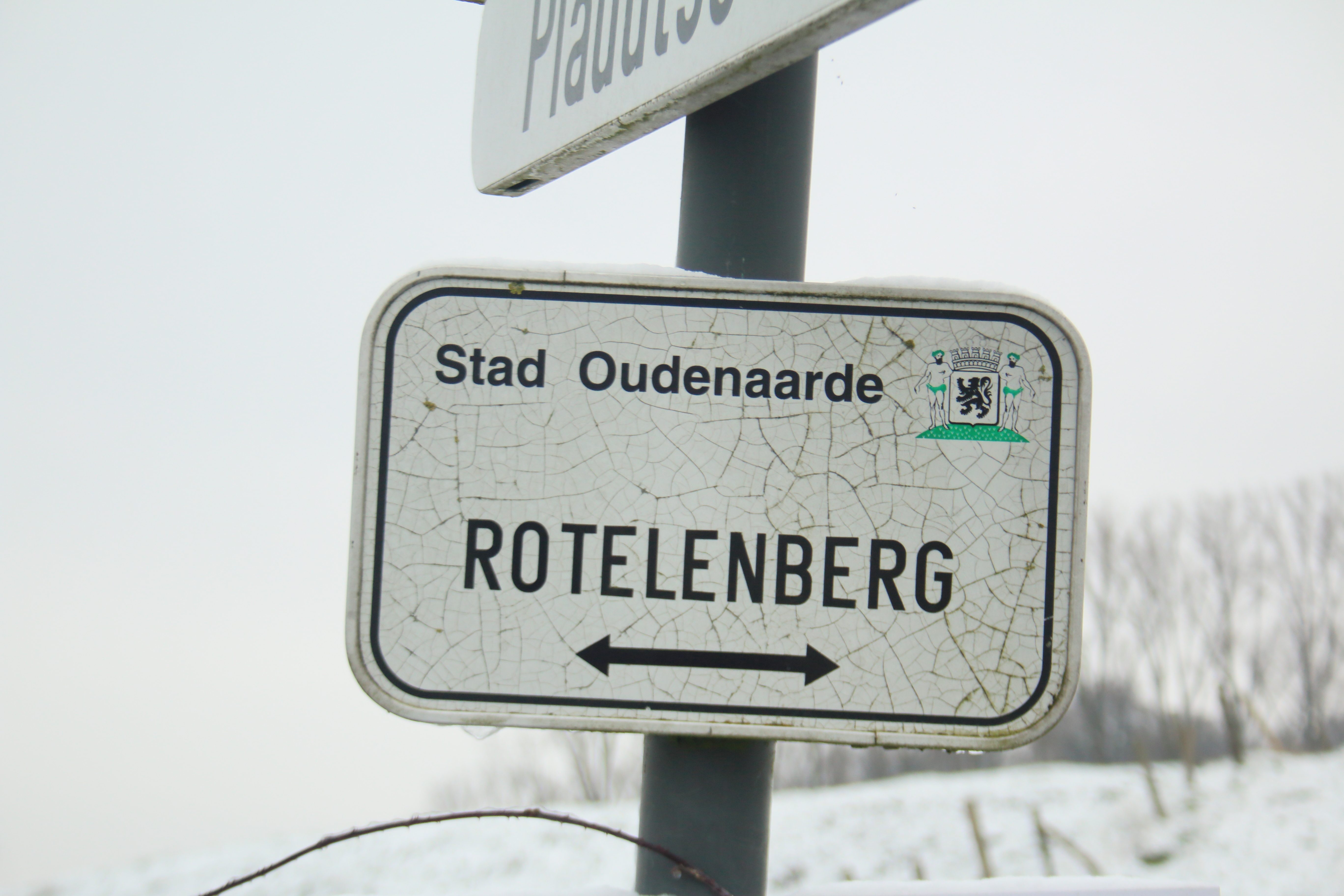
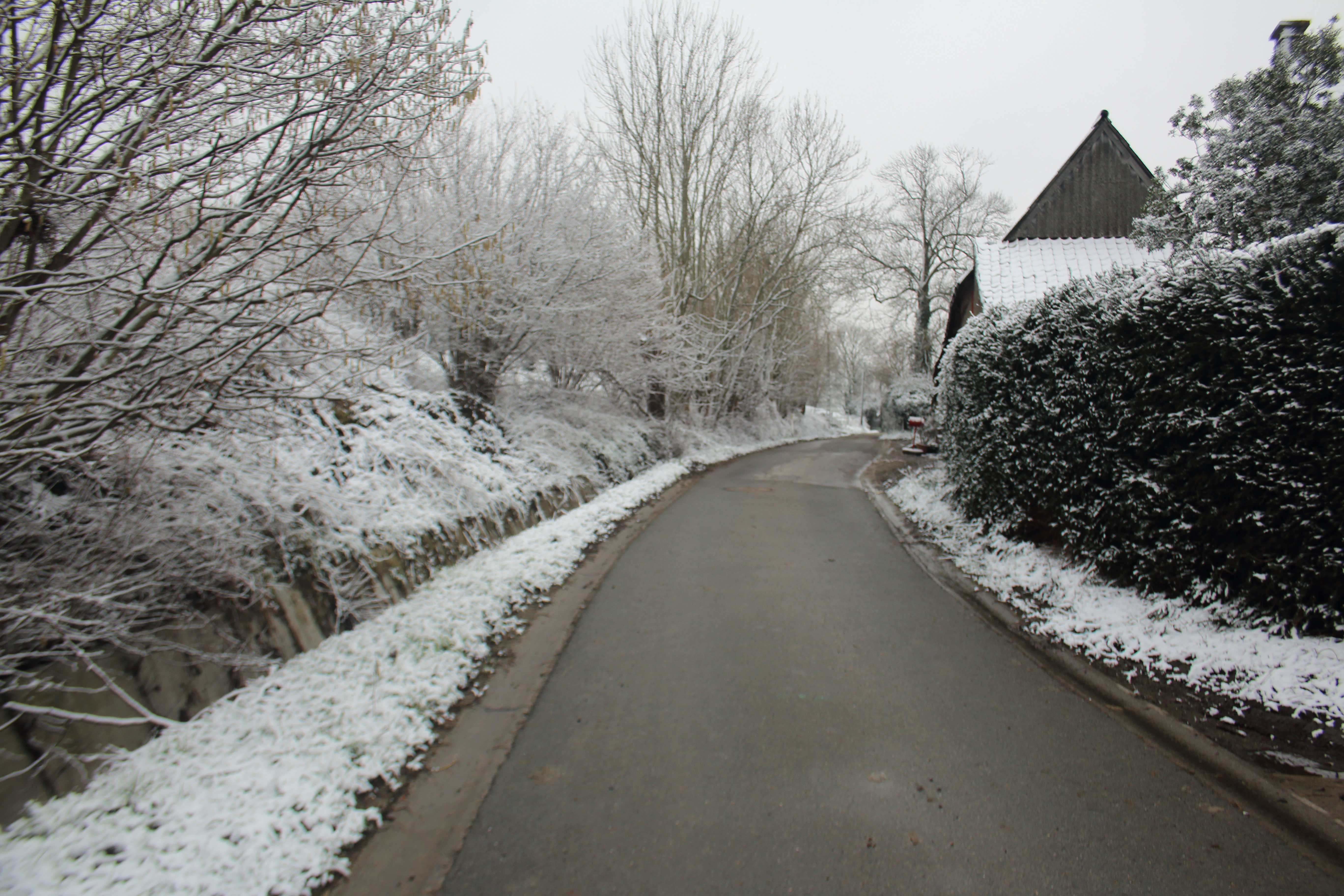